# 方人定
方人定（1901年6月19日—1975年3月2日），原名方仕钦，中国广东中山人，岭南画派画家，以人物画见长，同时也是知名的书法家和诗人。

## 生平
方人定于1901年6月19日出生在广东省香山县濠涌村（今属广东省中山市）的一个布贩家庭，父亲早逝，留下方人定兄弟六人由母亲抚养，家境艰难。后来，方人定的三个哥哥去美国做劳工，家境才相对宽松。方人定从小聪明过人，喜爱绘画。家里人节省开支供他读书，三个哥哥希望他长大能够当官，出人头地，把他名字改为“仕钦”，他却再次改名为“人定”，意为“人定胜天”。
1921年，方人定到广州法政学校攻读法律。1923年，方人定在课余时间进入春睡画院，师从高剑父学习中国画。1926年，毕业于广东法官学校高等研究部。
1929年，方人定的作品参加比利时万国博览会，获金牌奖，并为比利时博物馆收藏。同年，方人定赴日本，入日本美术学校研究部，并在川端画学校及二科会主办之骏河台洋画研究所习西洋画。1930年，在东京与杨荫芳结婚。1931年“九·一八事变”后曾一度回国。1933年再次赴日留学。1935年，方人定于东京日本美术学校毕业回国。6月，即在广州市举行了方人定、苏卧农、杨荫芳、黄浪萍四人归国展。1936年参加了在上海举行的高剑父师生画展，并在南京举行了个展。1937年参加了第二届全国美术作品展，同年又在上海举行了个展。这些画展都获得了成功。1938年，在香港举办“方人定抗战画展” 。
从1939年至1941年，在美国洛杉矶、三藩市、纽约等城市举办个人美展，大受好评。
1941年，客居澳门，并于香港组织再造社，举办了第一次画展。不久后因为香港沦陷而无法继续举行活动。
1949年起，任广州市艺术专科学校教授兼国画系主任及南中美术院教授。1950年后任华南人民文学艺术学院美术部教授。1953年调至广东省美术工作室工作。1956年当选中国美术家协会广州分会常务理事。1964年，年任广东画院副院长。